# Ciudad novohispana de Tlaxcala

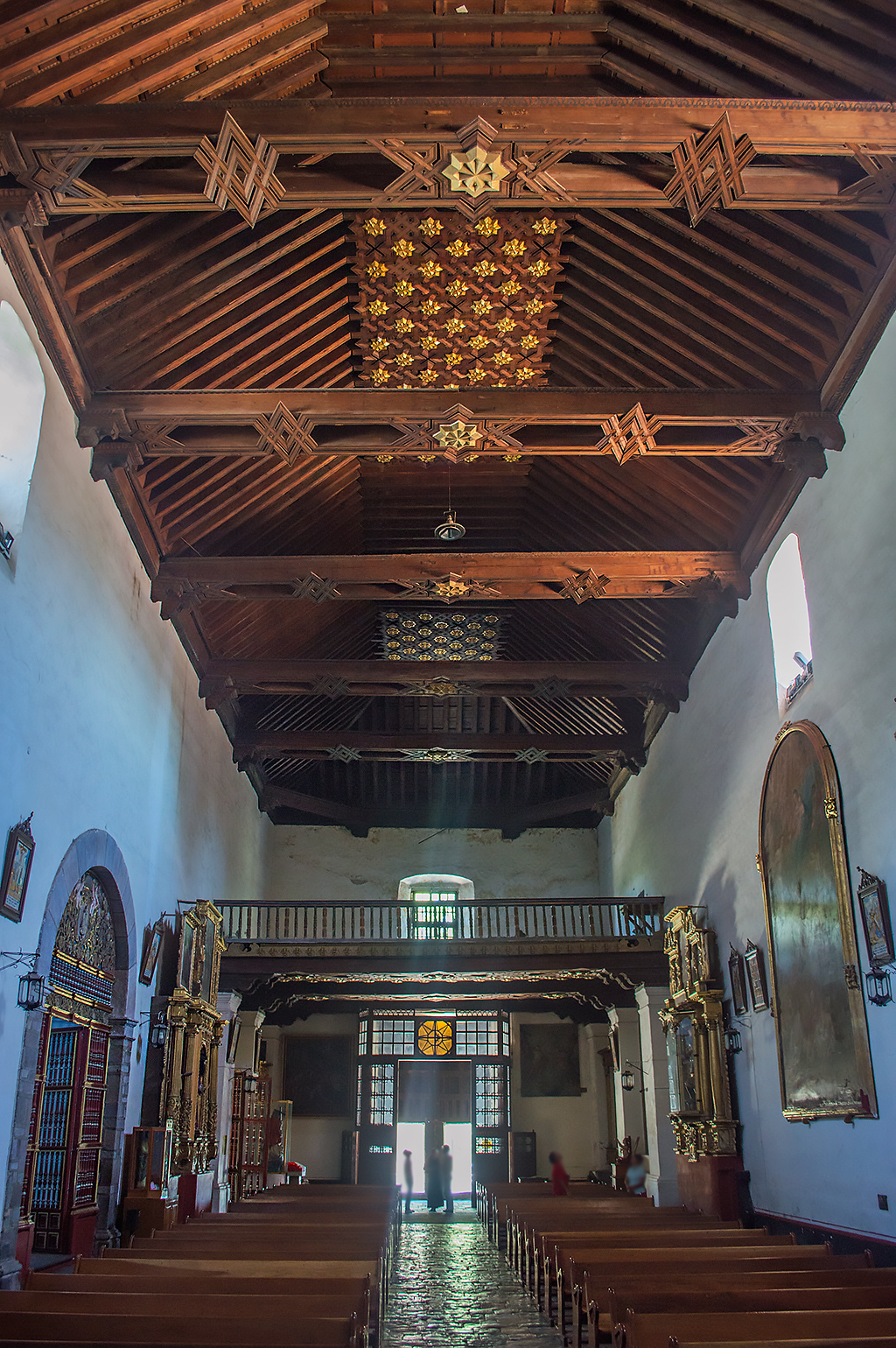
Interior del ex convento de San Francisco

El imperio español se ha considerado como un Imperio de ciudades, al igual que en Europa, en América la vida civil y religiosa se desarrolló alrededor de una plaza mayor y calles aledañas. El imperio español y su jornada evangelizadora requería de urbanización, la cual, estaba establecida en las Leyes de Burgos. Así, el 3 de octubre de 1525 es fundada la ciudad de Tlaxcala como sede de las actividades evangelizadoras, políticas, judiciales y administrativas de la provincia novohispana de Tlaxcala cuya organización territorial se estableció en 1540 tomando en cuenta la antigua distribución del gran altépetl que reunía a los cuatro principales altépetl de la República de Tlaxcala. Las mayores fiestas eran: el Corpus (junio), Virgen de la Asunción (15 de agosto), Virgen de Ocotlán (14 de julio) y Virgen de Guadalupe (12 de diciembre); la fiesta per se de fundación de la ciudad era la dedicada a la Virgen de la Asunción debido a que el día 15 de agosto coincidía con la fecha en que se había conseguido la alianza con Hernán Cortés, y por tanto, la Virgen había fungido como custodia de la guerra para terminar con la tiranía de Moctezuma.

## La urbs de Tlaxcala

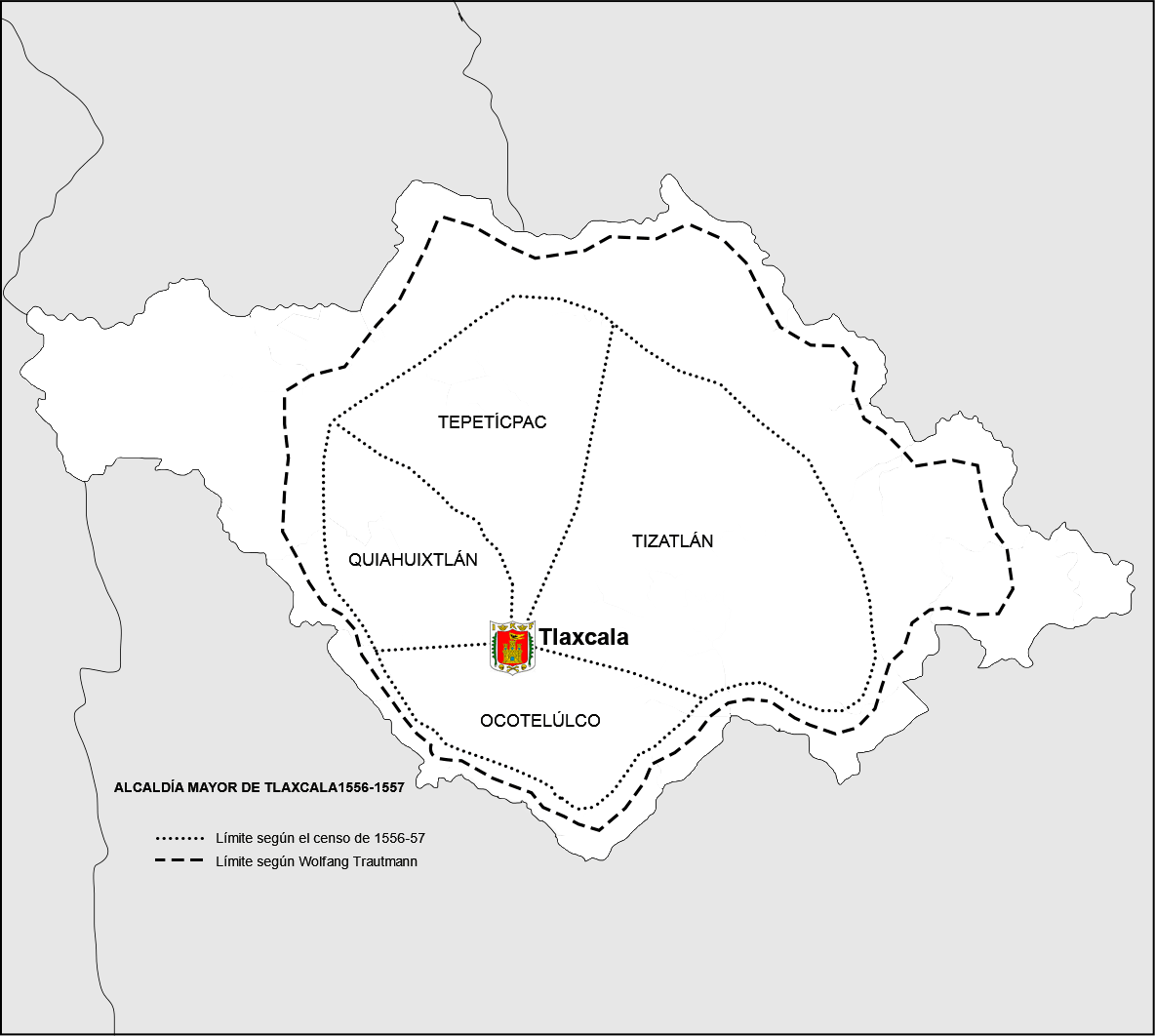
División territorial en 1540 de la provincia de Tlaxcala. Esta división territorial fue reconocida hasta fines del siglo XVII.
"Tlaxcala es una ciudad en la Nueva España, y el mismo nombre tiene toda la tierra, aunque en ella hay muchos pueblos. Esta provincia de Tlaxcala es una de las principales de toda la Nueva España, de la cual, como ya tengo dicho, solían salir cien mil hombres de pelea."
Fray Toribio de Benavente Motolinia (….+1565 México)

Poco tiempo después de la Conquista de México los tlaxcaltecas fundaron la ciudad de Texcalticpac que fue llamada más tarde como Texcalla y finalmente Tlaxcala, la incipiente ciudad se fundó en el cerro de Tepeticpac.
La corona española ordenó que los tlaxcaltecas conservaran sus tierras sin ningún tipo de intromisión de los hispanos, sin embargo, los territorios otorgados fueron gradualmente ocupados por españoles y la concesión fue invalidada en 1561. La provincia de Tlaxcala fue organizada política y territorialmente de acuerdo al precedente existente a la llegada de los españoles, la nobleza tlaxcalteca continuó su propia organización conformada por cuatro principales altépetl con varios altépetl de menor jerarquía. La cabecera de Tlaxcala tenía por sujetos ocho pueblos que fueron villas o ciudades (Altépetl) con grandes poblaciones disgregadas : Tepeyanco, Atlihuetzia, Chiautempan, Ichcaquiztlan, Tequemecan, Hueyhutlipan, Atlancatepeque y Cuamantla; debido a la evangelización sus pobladores se congregaron en torno a los monasterios erigidos por los frailes franciscanos.

### Fundación
- 1331?: fundación del primer señorío de Tepectipac

- 1519: las tropas de Hernán Cortés toman la antigua república de Tlaxcala

- 1520: Hernán Cortés funda el primer Ayuntamiento de Tlaxcala[4]

- 1525: el papa Clemente VII ordena la fundación de la ciudad de Tlaxcala

- 1527: fundación de la ciudad novohispana de Tlaxcala

- 1535: el rey de España eleva a Tlaxcala al rango de ciudad[4]

### Forma de Gobierno

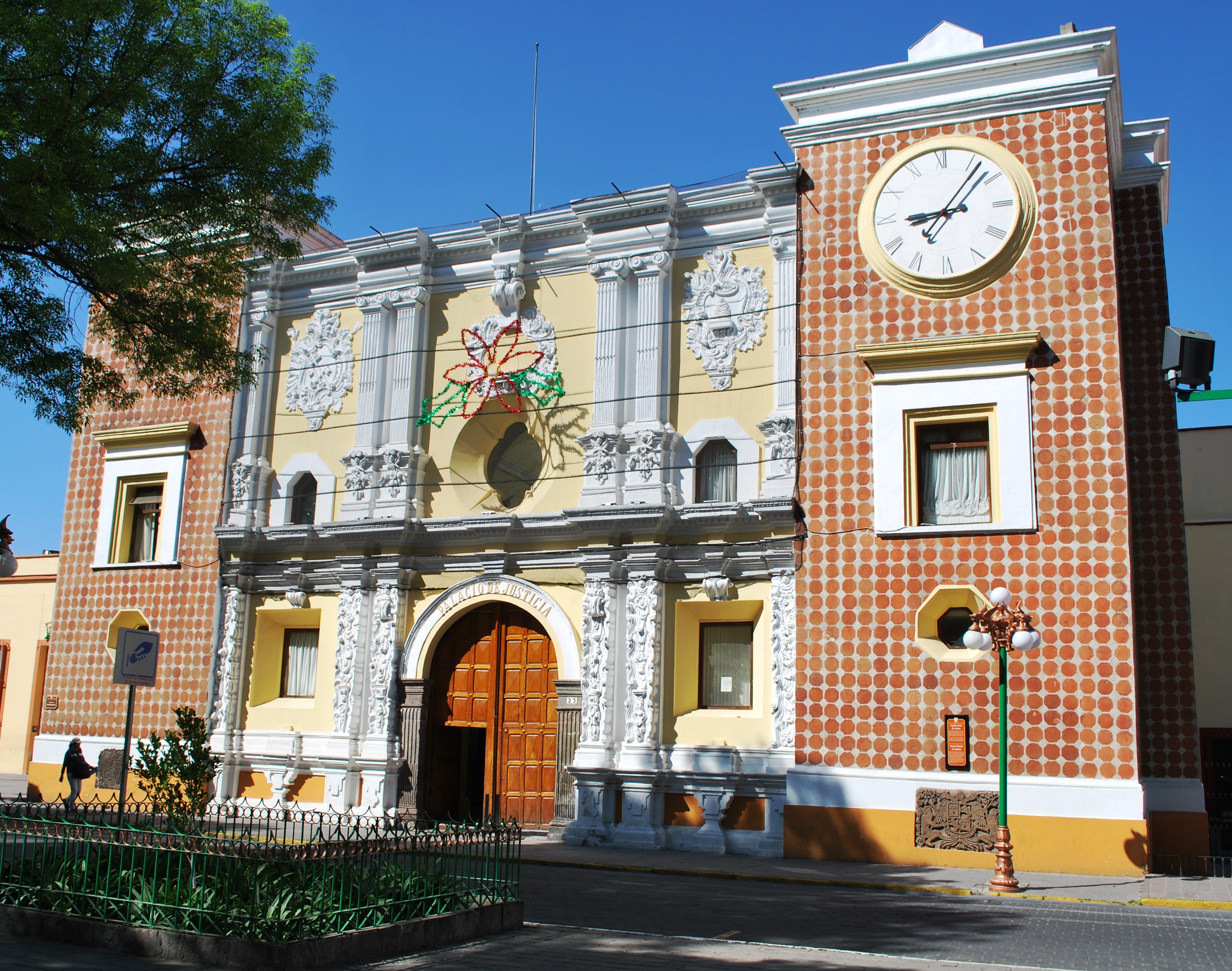
"Capilla Real. Del Ilmo. Cavildo y demás Caziques de esta N. Leal e Insigne Ciudad de Tlaxcala y su Provincia"

Tlaxcala gozaba de privilegios que le permitieron gobernarse, como hasta entonces lo hacía, a través del mando de los cuatro señores pero organizados como un gobierno indígena. El mando se iba turnando e integraban un Concejo que posteriormente se convirtió en cuerpo municipal o Regimiento que se encontraba bajo las órdenes de la corona española, hasta que en 1535, quedó bajo las órdenes del virrey y de la Audiencia de México, fue así como el gobierno indígena pasó a ser Cabildo Indio por decisiones del virrey don Antonio Mendoza teniendo un gobernador como figura principal del cabildo que sesionaba en lengua náhuatl en la plaza principal de la ciudad.
Una vez que el Imperio español inició la colonización del Reino de México, estableció en 1527, la primera audiencia del continente en la Ciudad de México teniendo como objetivo controlar y administrar los nuevos territorios. La audiencia de México se subdividía en gobiernos, corregimientos y alcaldías mayores, en el año de 1530, la autoridad para las tierras de la corona se concedió a un corregidor o alcalde mayor. En 1531 la provincia de Tlaxcala fue designada como corregimiento y fue integrada a la Audiencia de México, en el período de 1555 a 1557 Tlaxcala fue Alcaldía Mayor.
A finales del siglo XVI, el gobierno español elevó la alcaldía mayor a gubernatura con facultades para ejercer actos de justicia, pero con ello también desapareció el Senado tlaxcalteca. En adelante, los senadores fueron llamados simplemente alcaldes mayores. Estos a su vez, tenían la facultad de nombrar un gobernador indígena, quien conjuntamente con los regidores designados por los caciques, integraban el Cabildo o República de Naturales.

### Inicio de la urbanización
El cronista Buenaventura Zapata en el siglo XVII refiere algunos datos sobre la fundación de la ciudad virreinal de Tlaxcala. Así, nos dice que en 1526 "Entonces se partieron las piedras en chalchihuapan"; es decir, se acondicionó el lugar para ser habitado, al año siguiente ocurrió que: "los sacerdotes se establecieron en Chalchihuapan y entonces vino el obispo fray Julián Garcés". El manantial mayor fue conocido durante la fase final del mundo prehispánico como Chalchíhuatl que quiere decir, según Muñoz Camargo, "Agua de Chalchihuites...que chalchihuites quiere decir, en la lengua, piedras verdes muy preciadas de color de esmeraldas". A este manantial, durante la época prehispánica, los tlaxcaltecas le profesaron una gran adoración y en ella realizaban una serie de ritos.

### Población
| Año     | Unidad                    | Habitantes |
| ------- | ------------------------- | ---------- |
| 1525    | 50,000 - 150,000 soldados | 700,000    |
| 1531    | 50,000 hombres            | 250,000    |
| 1538    | 60,000¡?                  | +300,000   |
| h. 1557 | 34,322 tributarios        | h. 250,000 |
| 1560    | +100,000 tributarios      |            |
| 1562    | 100,000 tributarios       |            |
| h.1563  | 50,000 tributarios        | 250,000    |
| 1566    | +150,000 confesores       | 250,000    |
| 1567    | +80,000 tributarios       |            |
| 1569    | +40,000 vecinos           | 200,000    |
| h.1571  | +50,000 vecinos           | 250,000    |
| 1583    | 24,000 tributarios        | 120,000    |
| 1593    | 16,000 tributarios        | 80,000     |
| 1596    | 15,000 tributarios        | 75,000     |
| 1598    | 7,000 vecinos             | 35,000     |

## La civitas de Tlaxcala

### Real orden

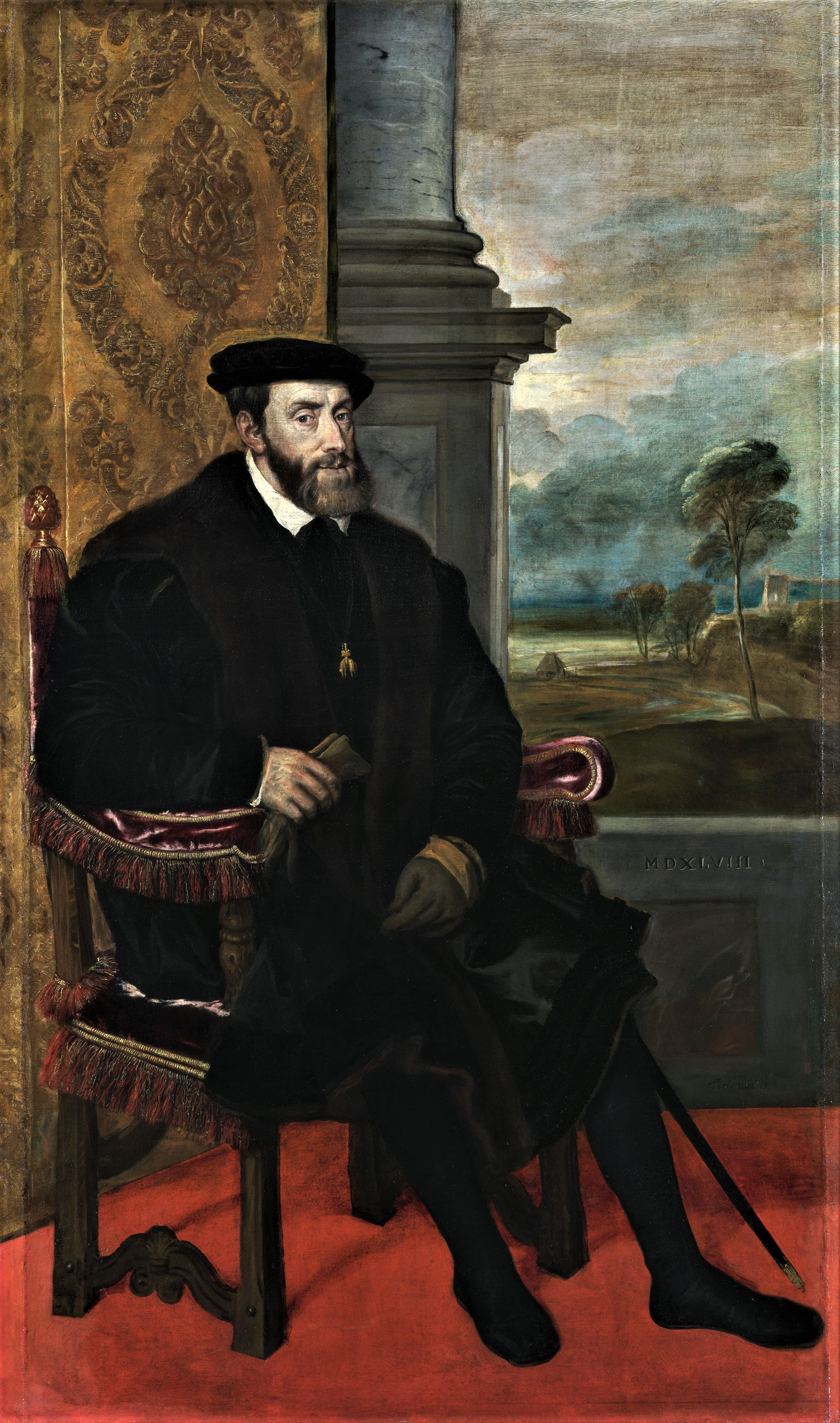
Rey Carlos I de España

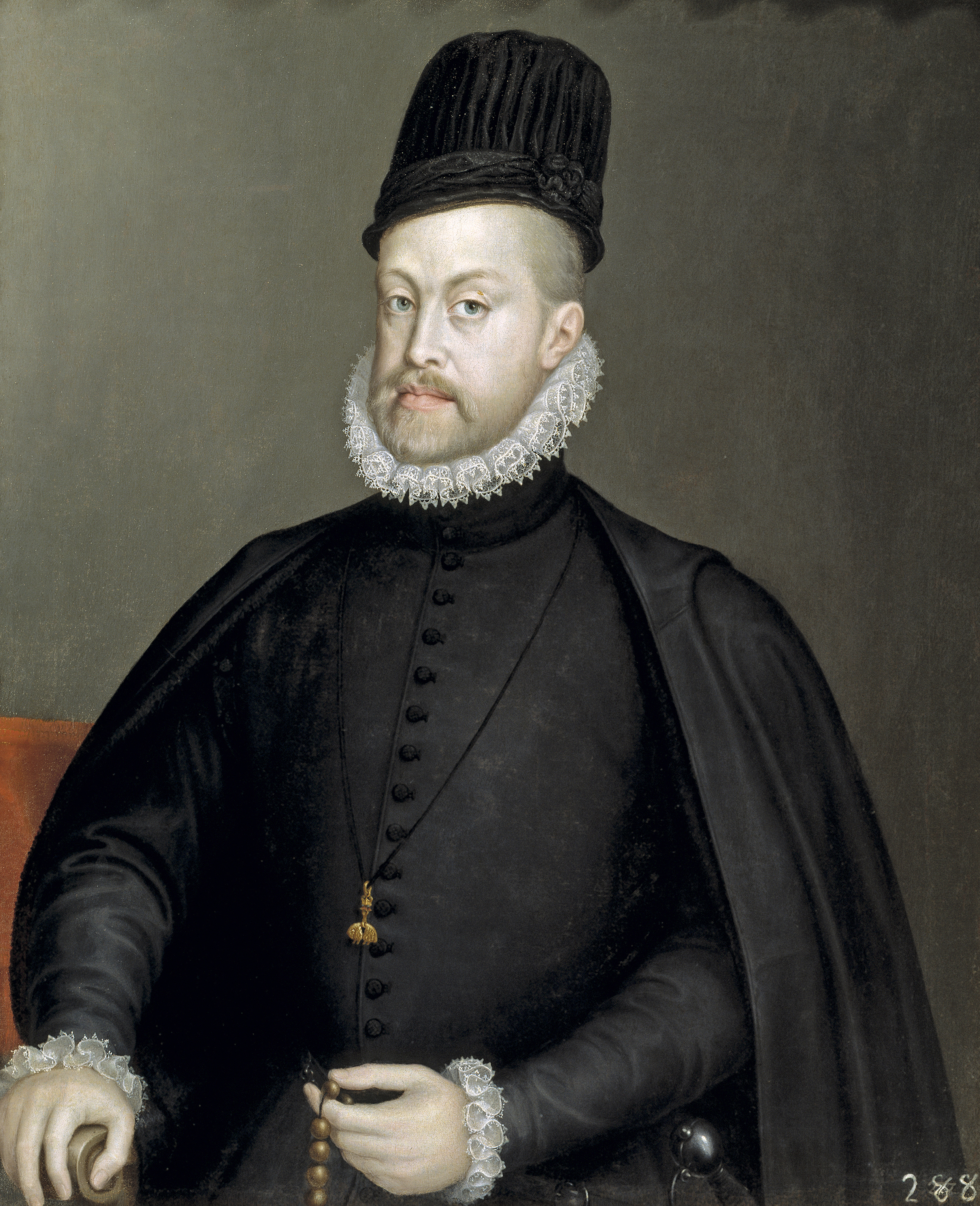
Felipe II de España

Entre los años 1527 y 1530 la nobleza mexica y tlaxcalteca, junto con los franciscanos, acompañaron a Hernán Cortés en su primer viaje de regreso a España quien buscaba el reconocimiento de la corte española por los servicios que había prestado para la corona; este acercamiento de la élite tlaxcalteca, ante la corte y el propio emperador, permitió su anexión al cuerpo político de la Monarquía como cabezas de las sociedades indígenas.
En 1534 el primer gobernador de la ciudad y provincia de Tlaxcala, Diego Maxixcatzin, tuvo una audiencia con el rey de España Carlos I donde logró el reconocimiento de civitas para la ciudad de Tlaxcala integrándola por siempre como una ciudad del Imperio español, además, se le concedió el título de Leal Ciudad complementado por un escudo de armas liberándola de la encomienda, fue el primero de sólo tres títulos otorgados por el emperador a ciudades en la Nueva España. En uno de los fragmentos de la real cédula se lee:

“…Y por la presente hacemos merced y queremos y mandamos que ahora de aquí en adelante, la dicha ciudad de Tlaxcala se llame e intitule «Leal Ciudad de Tlaxcala», y que haga y tenga por armas conocidas:
Un escudo, el campo colorado y dentro del un castillo de oro con puertas y ventanas azules, y encima del dicho castillo una bandera con una águila negra rampante en campo de oro y por la orla en cada uno de los dos lados de ella un ramo de palma verde y en los altos de dicha orla tres letras que son: una I. una K. y una F. que son las primeras letras de nuestros nombres y del príncipe Don Felipe nuestro muy caro y muy amado nieto e hijo, y entre estas tres letras dos coronas de oro y de la parte de abajo dos calaveras de hombres muertos y entre ellas dos huesos de hombre muerto atravesados a manera de aspa, que vuelvan a color amarillo: la cual dicha orla tenga el campo de plata según lo que aquí van figuradas y pintadas las cuales dichas armas damos a la dicha ciudad por sus armas y divisa señalada, para que las pueda traer y poner y traiga y ponga en sus pendones, sellos y escudos y banderas, y en las otras partes que quisieren y por bien tuvieren según y cómo y de la forma y a la manera que las ponen, y traen las otras ciudades de nuestros reinos a quien tenemos dadas armas y divisa y por esta nuestra carta, mandamos al ilustrísimo príncipe, nuestro muy caro y amado nieto e hijo ya los infantes nuestros muy caros hijos y hermanos, y a los prelados, Duques, Marqueses, Condes, Ricos hombres, Maestros de las Ordenes, Priores, Comendadores, y Subcomendadores, Alcaides de los Castillos y Casa fuertes, y Llanas, e a los de nuestro consejo Alcaldes y Alguaciles de la nuestra casa y Corte y Chancillerias. Y a todos los Consejos Corregidores, Asistentes, Gobernadores, Alcaldes, Alguaciles, Marinos Prebostes…”

“… Dada en la villa de Madrid, a veinte y dos días del mes de Abril año del nacimiento de nuestro salvador Jesucristo, de mil quinientos treinta y cinco años. Yo la reina. – Yo Juan Vázquez de Molina, Secretario de sus Cesáreas y Católicas Majestades la hice escribir por su mandado. – El Conde Don García Manrique, el Doctor Beltrán Licenciatus Carvajal. El Doctor Bernal. Registrada. Bernal Darías, por Chanciller, Blas de Saavedra…”

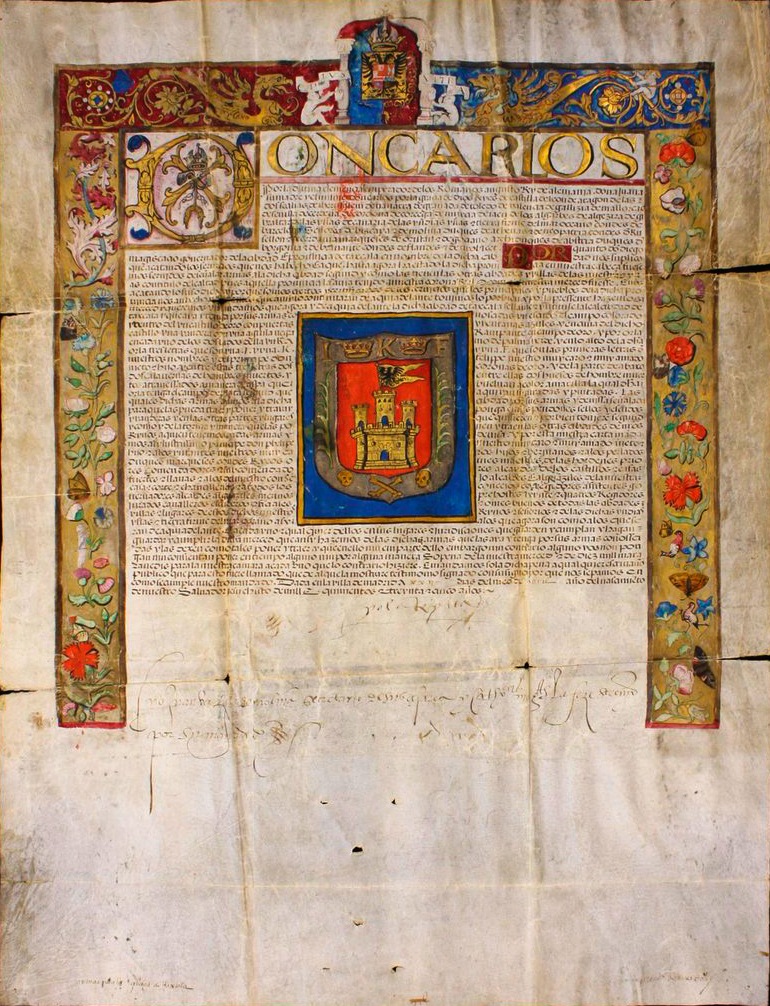
Real Cédula - 1535
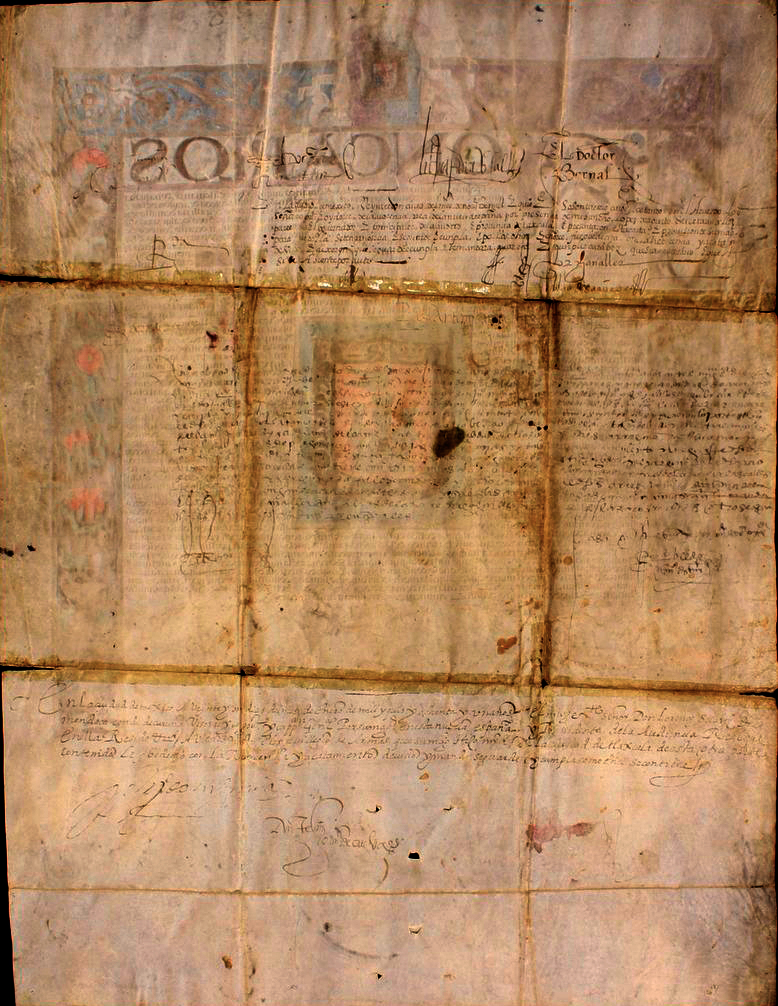
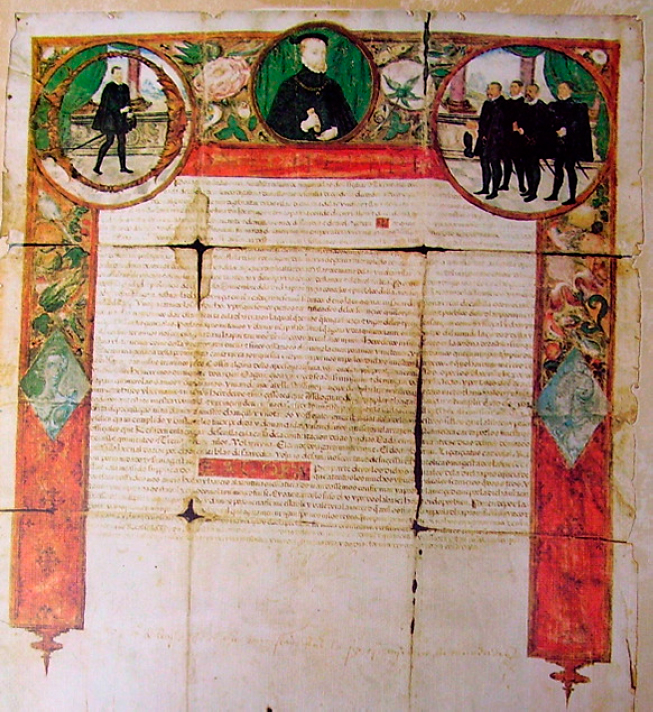
Real Cédula - 1563

La real cédula firmada por Carlos I y su madre Doña Juana sería reafirmada por el rey Felipe II el 25 de abril de 1563 donde se le confirió el título de Muy Noble y Muy Leal, esta cédula real protegía a Tlaxcala contra el sistema de la encomienda, lo que no fue bien visto por algunos indígenas y criollos generando envidias que provocaría las llamadas luchas intestinas. La cédula de 1563 se modifica añadiendo el título de Insigne, Muy Noble y Muy Leal, firmada en Barcelona el 10 de mayo de 1585 por Felipe II.

"Y Yo desde ahora la llamo e íntitulo Insigne, Muy Noble y Muy Leal Ciudad de Tlaxcala; y quiero que para Siempre Jamás así se le llame; y que se le guarde sus preminencias conforme y como se guardan a las Ciudades de estos Reinos"

### Heráldica cívica

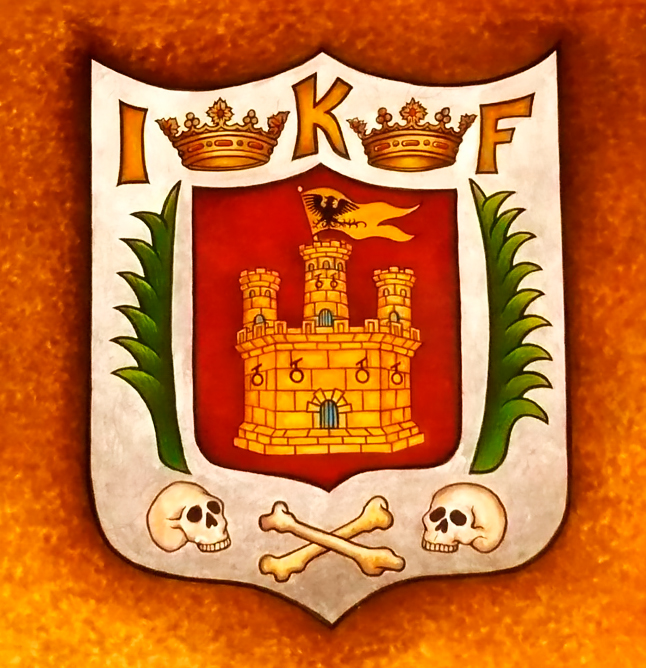
Escudo heráldico otorgado a la civitas de Tlaxcala. Madrid 1535. Pintura en el congreso del estado.

"… para que las puedan traer y poner y traigan en sus pendones, sellos y escuadras y banderas y en las otras partes y lugares que quisieren por bien tuviesen según cómo y de la forma y manera que las ponen y traen las otras ciudades de nuestros reinos a quienes tenemos dadas armas y divisa ..."

## Proceso de urbanización

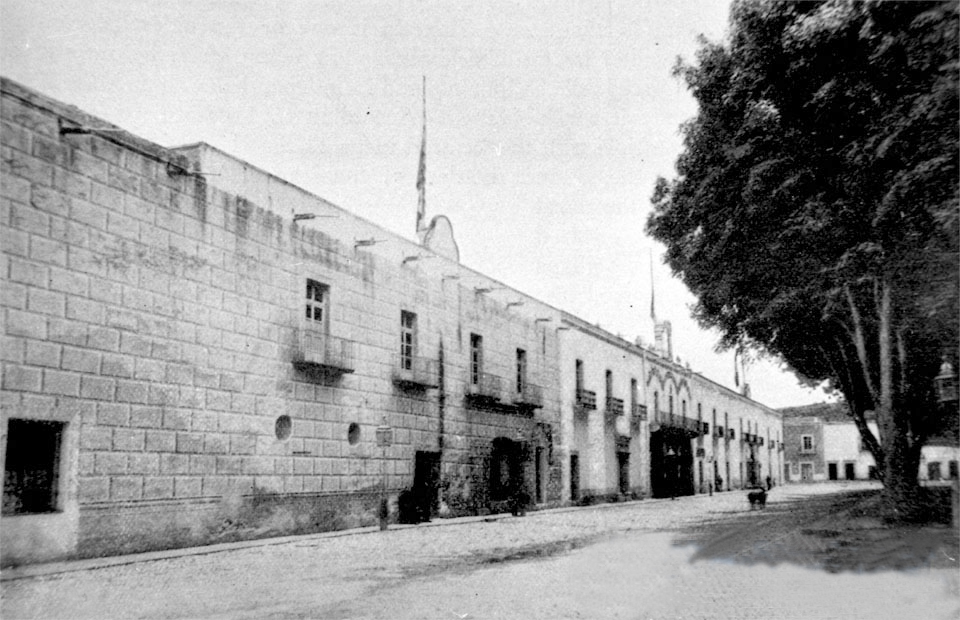
Casa Real construida en 1549.

La ciudad capital de la provincia de Tlaxcala fue trazada por frailes franciscanos con autorización del virrey de Mendoza, la urbanización inició en 1536 cuando los frailes decidieron cambiar su lugar de residencia desde San Francisco Cuitlixco en Ocotelulco hacia el nuevo territorio destinado a la ciudad por el lado sur del río Zahuapan. La ciudad pasó a ser el centro del poder de la provincia restando importancia a las cabeceras índígenas al cambiar su lugar residencia, creencias y forma de gobierno. Con pocos religiosos castellanos, y como parte de la conquista, la nobleza y plebeyos indígenas fueron emplazados desde sus asientos montañosos al valle dispuesto para la nueva ciudad índígena.
En 1536 por primera vez se hizo la fiesta de Corpus y en 1538 el mercado de Ocotelulco fue trasladado a la plaza principal de la ciudad. Fue durante ese tiempo que se dio inicio a la construcción del Monasterio de San Francisco. Su construcción, al igual que el del resto de la ciudad virreinal, fue llevada a cabo por los indígenas que habitaban en las cabeceras de Ocoteluco, Quiahuixtlan, Tizatlán y Tepeticpac.
En el año de 1549, el cabildo de Tlaxcala ordenó "la construcción de la ciudad de Tlaxcala" con la ayuda de constructores indígenas de toda la provincia para erigir los portales y plaza, en ese mismo año se ordenó construir una "Casa Real, Tecpancalli" como casa del gobernador y españoles.

## Economía

### Mercado
En 1547 el cabildo expidió la orden para que el mercado fuera instalado los días lunes y sábados, a su vez, ordenó la desaparición de mercados locales como el del pueblo de Tepeyanco.

### Obrajes
En 1540 empezaron a llegar a la recién fundada ciudad inmigrantes de origen español, portugués e italiano que desarrollaron importantes empresas agrícolas, ganaderas y textileras. Entre 1571 y 1604 existían en la Nueva España más de 80 obrajes registrados en las ciudades de México, Xochimilco, Puebla, Tlaxcala, Tepeaca, Celaya, Querétaro, Guazindeo (Salvatierra) y Valladolid.

"Tiene esta ciudad de Tlaxcala siete obrages de paños; de estos solo dos muestran licencia de don Luis de Velasco fecha en 6 de abril de 91 y del conde de Monterrey de 601; el servicio de estos yndios mas o menos cantidad conforme lo que se labra, paga sola la alcavala de su magestad; no se halla luz del año en que se fundaron. En esta misma ciudad ay quatro obrages de sayales, dos con licencia del conde de Monterrey por diciembre de 98 y septiembre de 600. Havía también dos trapiches de sayales de poca consideración por decreto mio de 15 de diciembre de 1603 están mandados quitar porque se tuvo relación que convenía."

La industria textil alrededor del obraje se dio entre 1530 y 1570 cuando comenzó a predominar del método artesanal de fabricación de telas indígenas, entre los años de 1570 y 1639 el obraje es una importante empresa económica. En la Ordenanza del virrey Conde de Monterrey del 20 de julio de 1599 se estableció que sólo unas cuantas ciudades-regiones eras las autorizadas en contar con obrajes, entre ellas la ciudad de Tlaxcala que se distinguía por su trabajo textil.

## Evangelización

### Santa Patrona
La imagen mariana con advocación a la Asunción de María fue elegida patrona de la ciudad debido a que el día de su celebración, el 15 de agosto, coincidía con la fecha en que la ciudad y provincia festejaban la victoria sobre los mexicas, fue la fiesta más importante organizada por el cabildo con invitaciones al obispo, padres y vecinos españoles.

### Nuestra Señora la Conquistadora

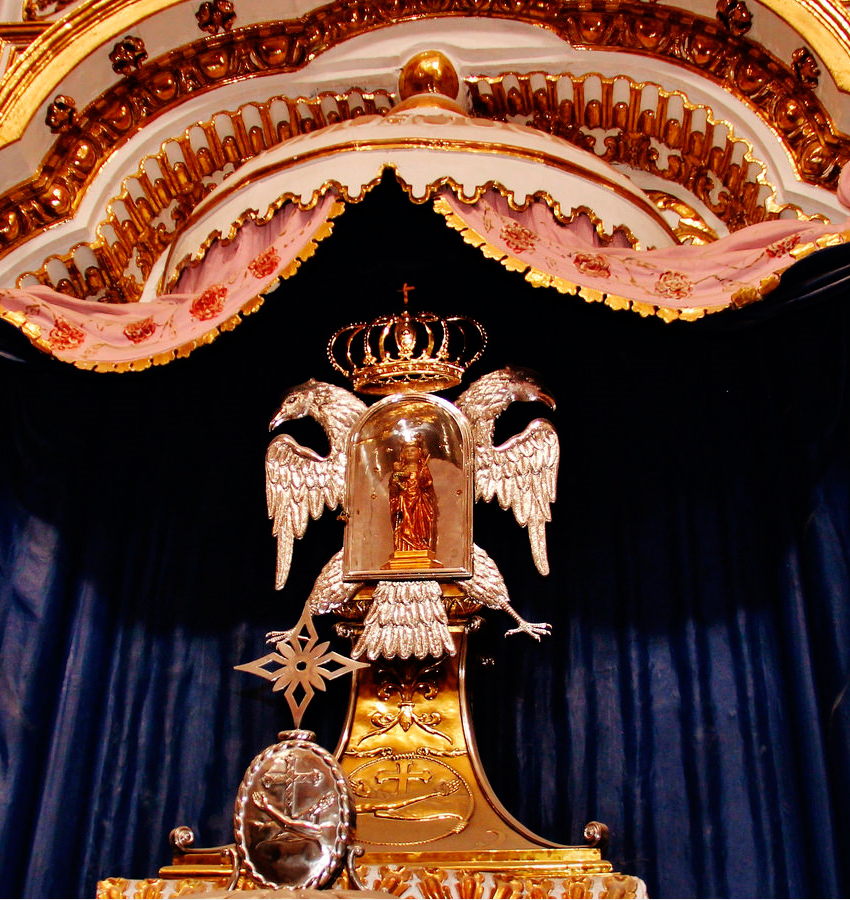
En 1582 el guardián del convento franciscano de la ciudad de Tlaxcala fray Diego Rangel testificó, por medio de una Relación Jurídica, que Cortés había concedido la sagrada imagen a la ciudad de Tlaxcala por haber sido "la primera parte de la Nueva España donde se predicó el Santo Evangelio".

Después de la conquista de México-Tenochtitlan Hernán Cortés despidió a las tropas aliadas del Tlaxcala concediendo (no sin antes y como muestra de afecto y halago para con ellos) a Acxotécatl Cocomitzin la sagrada imagen mariana que le había acompañado en toda la conquista. Acxotécatl, señor de Atlihuetzia, la resguardó en su casa donde era venerada además de sacarla en manos a los bailes o mitotes. En 1524 algunos de los monjes franciscanos que iban hacia la Ciudad de México permanecieron un tiempo en la ciudad de Tlaxcala estableciendo su monasterio en la casa de Maxixcatzin, al enterarse de la existencia de la imagen marina la trasladaron hacia su monasterio nombrándola la conquistadora. En el año de 1527 Fray Julián Garcés se convirtió en el primer obispo de la nueva España teniendo como sede a la ciudad de Tlaxcala, lo anterior provocó que los franciscanos tuvieran que mudar su monasterio hacia San Francisco Cuitlixco(Ocotelulco) llevando consigo la virgen, el guardián del monasterio era fray Martín de Valencia superior de los doce franciscanos. En años posteriores la fe en la sagrada imagen se reafirmó entre los habitantes de la ciudad indígena la Asunción Tlaxcala cuya urbanización comenzó en el año de 1536 gracias a la construcción del convento franciscano y en donde la imagen tendría su resguardo definitivo.
En 1548 P. Fr. Juan de Rivas se llevó la imagen de la ciudad para colocarla en el convento de San Francisco en la ciudad de Puebla.

... En la mui Noble e Mui Leal Cibdad de Tlaxcallan desta Nueba España, a 29 dias del mes de agosto de 1582 años el Ylustre Señor Alonso de Naba  Alcalde Maior desta cibdad e su provincia por su mgd e por prescencia  de mi el prescente Escriuano perscio el mui reverendo padre fray diego Rangel el guardian del conbento  del bien  abenturado e cerafico señor san francisco  desta dha cibdad al qua lio el perscente escriuano doi fee que conozco e dixo que a los rreligiosos desta dha horden como a primeros pobladores de la Yglesia de Dios en esta dha nueva spaña conviene aueriguar  e prouar de cómo una imagen de la serenissima  reyna de loa angeles la virgen sacta Maria madre de Dios q. Don hernado Cortes marques del Valle capitán general e descubridor que fue desta dha nueva Spaña e la cavo la dio a don goncalo acxotecatl cocomitzi yndio capitan e principal desta dha cibdad por la muncha amistad que le tenia por aver seydo tan leal e amigo e heverle aiudado  tamvien a la dha conquista para que la truxe sea esta dha cibdad por ser la primera desta dha nueva España donde se predico el sacto Euangelio e de como el dho don goncalo la truxo a esta dha cibda de la tubo en su poder mucho tiempo e para q se sepa q esta dha ymagen es la q esta al prescente en la cibdad de los angeles (Puebla) en el monesterio de la dha horden e lo firmo de su nombre fray diego Rangel. E por el dhoseñor alcalde maior bisto dho pedimento dixo que prescente los testigos de q se pretende aprouechar q su mrd esta presto de esaminarlos e se de por testimonio. Alonso de Naba. Paso ante mi, toribio de Medina Viya escriuano de su mgd...

### Primera Diócesis en México
El 19 de septiembre de 1526 el emperador Carlos V expidió la real cédula mediante la cual se establecía los límites de la primera diócesis Carolense en la Nueva España llamada del Obispo de Yucatán y Santa María de los Remedios, los territorios fueron: la Provincia de Tlaxcalteche inclusive y San Juan de Ulúa, Matlatla, Villa Rica de la Veracruz, Villa de Medellín, Tabasco y Río Grijalva hasta Chiapas. Fray Julián Garcés llegó en 1527 a la sede del obispado en la catedral de la ciudad de Tlaxcala.

### Primeros franciscanos

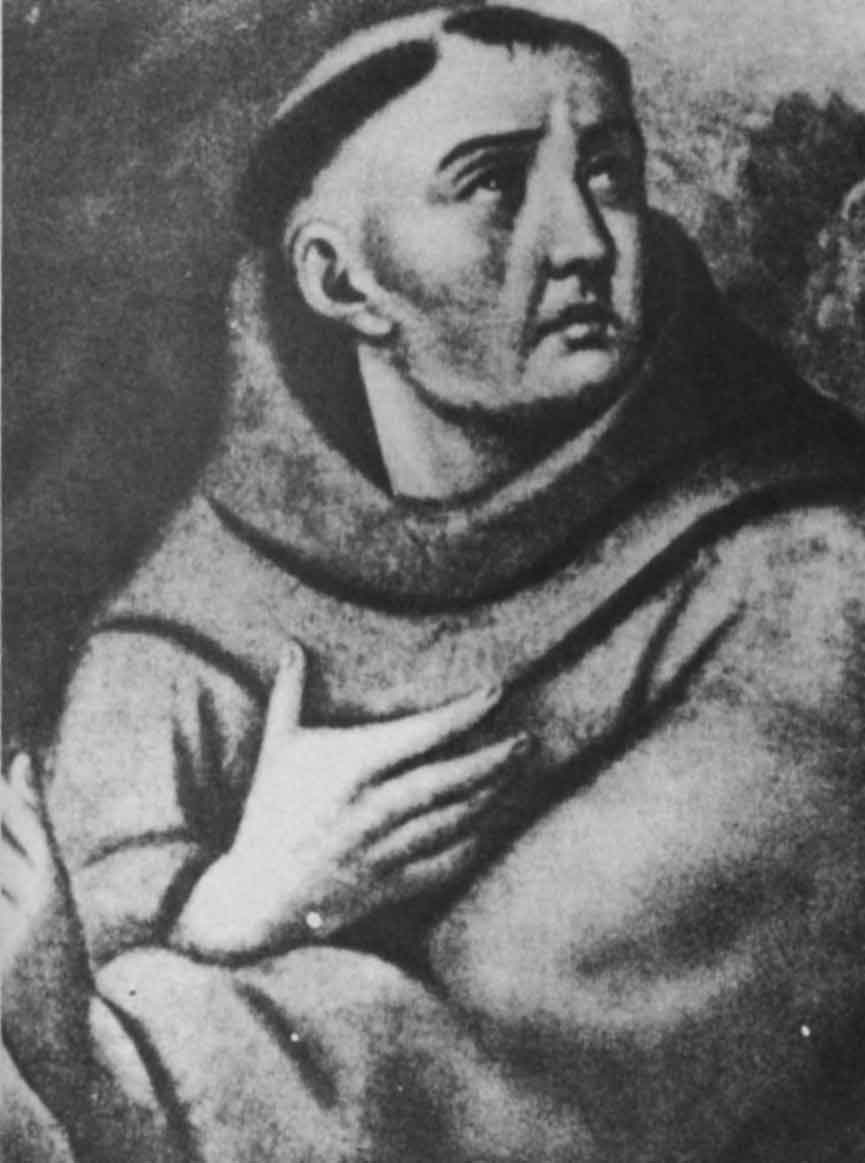
Durante su paso a la ciudad de México Toribio de Benavente descansó por unos días en la ciudad de Tlaxcala y en un día de tianguis adoptó el sobrenombre de Motolinea

En el año de 1523 se establecieron, en Texcoco, los primeros franciscanos llegados a México, los frailes originales eran: Pedro de Gante, Juan de Ayora y Juan de Tecto. Un año más tarde los llamados "doce franciscanos" dividieron el territorio a evangelizar en cuatro cabeceras  y fundaron los primeros conventos de la nueva España en las ciudades de: Tlaxcala (1524), México (1525), Texcoco (1529) y Huejotzingo (1544) .
En 1524 llegaron a la Nueva España doce franciscanos para establecer la fe cristiana y llevar a cabo la evangelización, eran: fray García de Cisneros, fray Andrés de Córdoba, fray Martín de Jesús, fray Martín de Valencia, fray Toribio de Benavente, fray Juan de Rivas, fray Francisco de Soto, fray Juan Suárez, fray Antonio de Ciudad Rodrigo, fray Juan de Palos, fray Luis de Fuensalida, fray Francisco Jiménez y el lego fray Pedro de Gante, en su camino hacia la ciudad de México pasaron por la ciudad de Tlaxcala donde fray Toribio de Benavente escuchó repetidamente el vocablo "motolinía" preguntando: "¿Qué quiere decir?", el intérprete dijo que significaba: "pobre o desgraciado" y Motolinia concluyó comentando: "Éste es el primer vocablo que sé en esta lengua, y para que no se me olvide éste será de aquí adelante mi nombre".

"...en esta Ciudad de Tlaxcala había cuatro Señores Principales, que eran las esenciales Cabezas de ella, y en quienes recaía todo el Gobierno; por ser la Provincia dilatada, por cuyo motivo les ayudaban otros varios Señores a llevar el peso de él, de los cuales existen algunos hasta hoy día, y son conocidos por dueños de vasallos, como que así mismo viven algunos de éstos, y los sirven con el vasallaje y feudo correspondiente..."

Primicias de la Evangelización en México (1527-1529), por Fray Toribio de Benavente.

### Escuelas

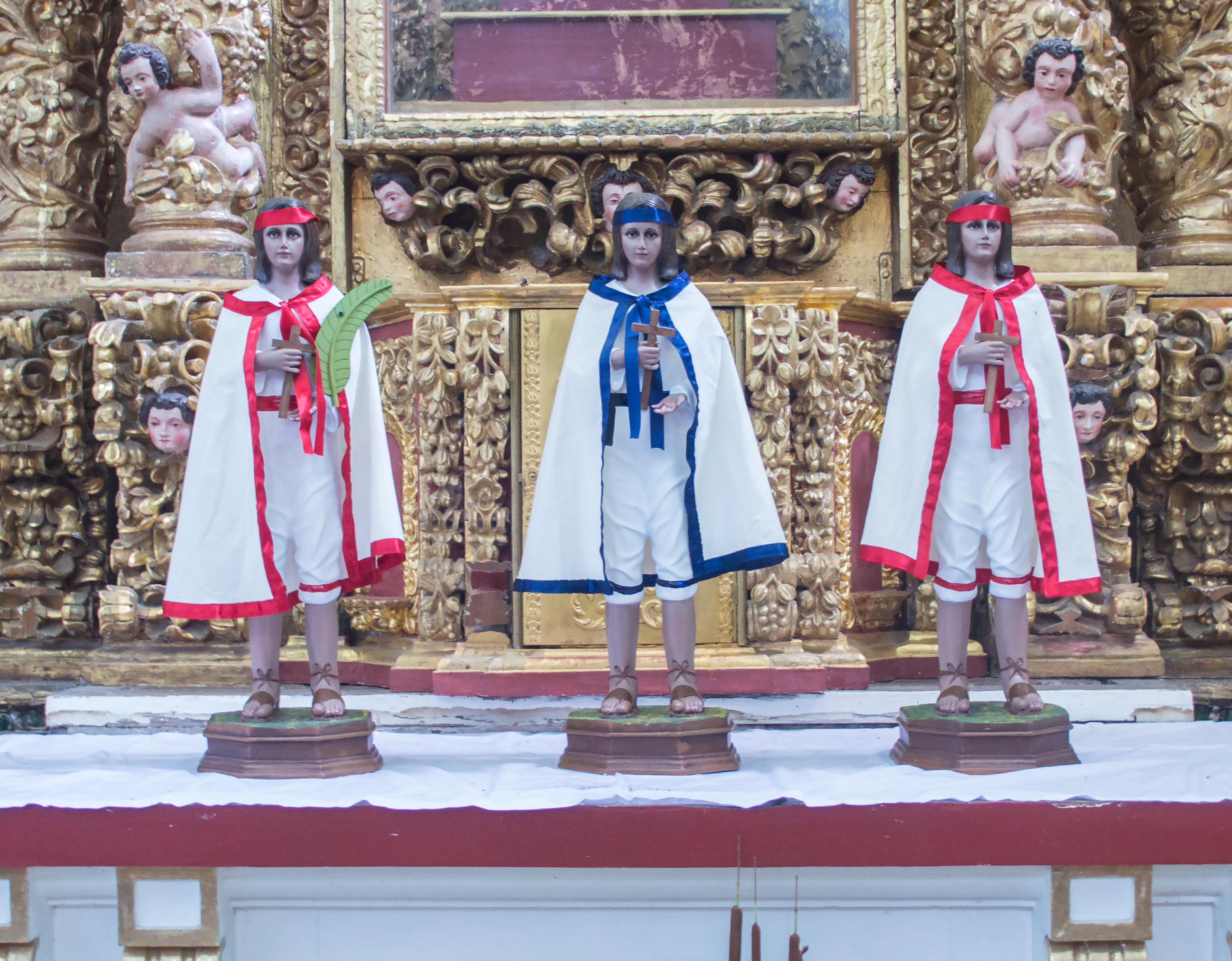
Niños mártires de Tlaxcala

Los franciscanos fueron los fundadores de la cultura novohispánica al establecer las primeras escuelas del nuevo mundo en las ciudades de Tezcoco (Fr. Pedro de Gante, 1523), México (Fr. Martín de Valencia, 1525) y Tlaxcala (Fr. Alonso de Escalona, 1531). Fray Alonso de Escalona llegó a la ciudad de Tlaxcala en 1531 donde aprendió la lengua náhuatl, reunió a casi 600 niños para enseñarles la fe cristiana además de leer, escribir y cantar.

### Fundación de la comunidad de españoles
El 13 de octubre de 1525 el papa Clemente VII dio a conocer la bula Devotionis Tuae probata sinceratis fundando la primera Diócesis Carolense cuya sede fue la ciudad de Tlaxcala; Julián Garcés, el primer obispo de la Nueva España, llegó en 1527 a la Diócesis de Tlaxcala para tomar la responsabilidad del nuevo obispado. Julián Garcés junto con los misioneros franciscanos y su vocero, Toribio de Benavente guardián de Tlaxcala, admitieron la existencia de problemas en toda la Nueva España entre españoles e indios ya que se veían obligados a prestar bienes y servicios no exigidos por alguna ley escrita, esto representaba una burla a las enseñanzas cristianas que se transmitían a los naturales. Ante esta situación, Julián Garcés recomendó que se estableciera en su sede, la ciudad de Tlaxcala, una comunidad experimental donde los europeos fueran instalados.
Fray Julián de Garcés y demás evangelizadores pedían a los oidores de la audiencia una ciudad cristiana y de españoles para establecer la cabecera de su Diócesis:

...que hiciesen un pueblo de españoles, y que fuese gente que se diesen a labrar los campos y a cultivar la tierra a el modo y manera de España, porque la tierra había muy grande disposición y a aparejo; y no que todos estuviesen esperando repartimiento de indios; y que se comenzarían pueblos en los cuales se recogerían muchos cristianos que al presente andaban ociosos y vagabundos; y que también los indios tomarían ejemplo y aprenderían a labrar y cultivar a el modo de España; y que teniendo los españoles heredades y en qué se ocupar, perderían la voluntad y gana que tenían de se volver a sus tierras, y cobrarían amor con la tierra en que se viesen con haciendas y granjerías; y que juntamente con esto, haciendo este principio, sucederían otros muchos bienes.

Carta de fray Julián Garcés a la reina:

...informándole que siendo la provincia de Tlaxcala que cabeza de mi obispado y tierra fértil y sana u cerca del puerto de veintidós leguas de México, hasta ahora no se ha poblado ni Puebla de cristianos españoles, de cuya causa la dicha provincia viene en disminución nuestras rentas reciben mucho daño y yo no puede residir en la dicha tierra, ni hacer su iglesia, ni entender en las otras cosas del servicio de Dios y bien de los indios de aquella provincia...

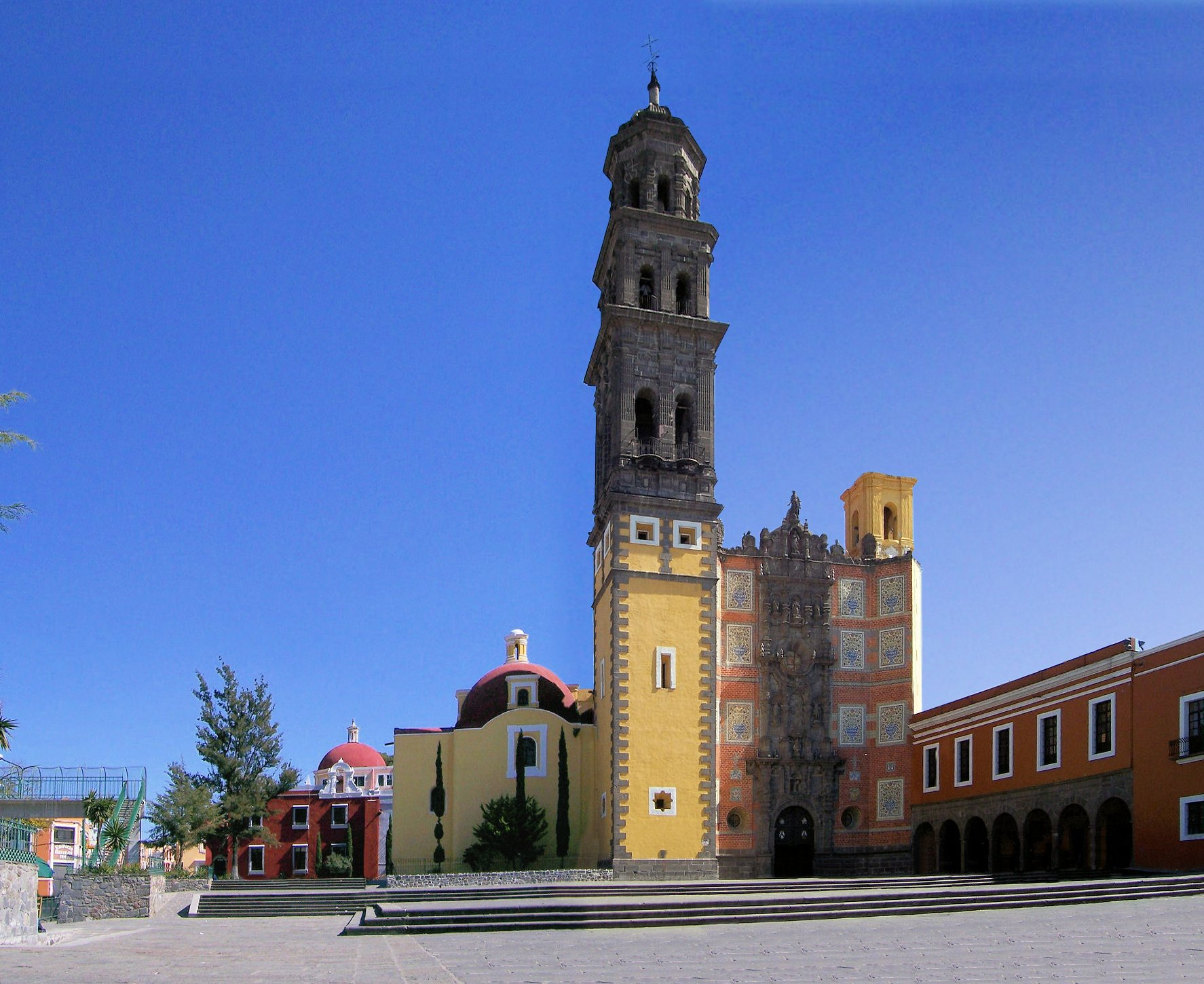
Templo San Francisco Puebla
"La ciudad de los Angeles que es en esta Nueva España en la provincia de Tlaxcallan, fue edificada por parecer y mandamiento de los señores presidente y oidores de la Audiencia Real que en ella reside ... edificóse este pueblo a instancia de los frailes menores, los cuales suplicaron a estos señores, que hiciesen un pueblo de españoles, y que fuese gente que se diese a labrar los campos y a cultivar la tierra al modo y manera de España..."
Fray Toribio de Benavente Motolinia, guardián del convento de Tlaxcala (1530)

La primera audiencia de la Nueva España se pronunciaba en favor de una población española en Tlaxcala, los oidores y franciscanos sugerían que se buscaran colonos "labradores", ya que podrían usar de mejor manera los fértiles campos de esa provincia, la propuesta se tomó en cuenta y fue aprobada por la corona española. Hacia el año de 1531 los oidores de la segunda audiencia regresaron a la Nueva España con instrucciones de la corona española de instalar una población española en la provincia de Tlaxcala.
La autorización del nuevo pueblo de españoles fue dada por la Reina mediante la expedición de la cédula de Ocaña el 18 de enero de 1531.

...Que trabajen como se haga pueblo de Christianos Españoles en Tlaxcala, <<La Reyna>>. Presidente de la nuestra Audiencia y chancillería real de la Nueva España por parte del reuerendo in Christo padre Obispo de Tlaxcala me ha seydo fecha relación que siendo la provincia de Tlaxcalteque cabeca de Obispo é tierra fértil y sana y cerca de puerto á veinte y dos leguas de México hasta agora no se a poblado ni puebla de Christianos españoles de cuya causa la dicha provincia viene en diminución nuestras rentas resciben mucho daño y el no puede residir en la dicha tierra ni hazer su yglesia ni entender en las otras cosas del servicio de Dios é bien de los indios de aquella provincia y nos suplicó y pidió por merced mandassemos poblar de Chrisianos el pueblo de la cabeca del dicho obispado porque con esto la dicha provincia se conseruaria y acrecentaría y el podría residir en ella y hazer las cosas que es obligado como perlado de la dicha provincia ó como la mi merced fuesse por ende yo vos ruego y encargo mucho que trabajeys en que la dicha provincia se haga pueblo de Christianos españoles en el más conveniente y aparejado lugar que os pareciere...

De Ocaña á diez y ocho de Henero de mill e quinientos y treinta y uno años. Yo la Reyna.- Por mandato de su Magestad Juau de Sámano.

Así, durante la primavera de 1531, después de una mejor definición de los caracteres y objetivos de la nueva población, los oidores de la segunda audiencia manifestaron que para proteger las tierras de los indios se había decidido fundar la nueva comunidad de españoles sobre el camino de México y Veracruz teniendo como origen jurídico la Cédula de Ocaña según las leyes de las Siete Partidas y la Novísima Recopilación.
La leyenda popular de la fundación de la nueva comunidad española en la provincia de Tlaxcala dice:

...El obispo de Tlaxcala Julián Garcés, durante un sueño vio a un campo, en medio de él había un río y a los lados otros dos. El campo tenía hierbas, flores y manantiales de agua. También observó a dos ángeles que trazaban y delimitaban con cuerdas lo que sería sus límites. En la mañana, al despertar, contó su sueño a otras personas quienes lo acompañaron a 25 km aproximadamente de la  ciudad de Tlaxcala, donde encontró el campo que había soñado...

la leyenda debió ser iniciada por los franciscanos como una reivindicación de la elección de la ubicación de la nueva comunidad española, la cual, daría origen a la actual ciudad de Puebla, donde sus primeros edificios fueron erigidos por indios de la provincia de Tlaxcala y otras poblaciones más. A partir de 1532 y hasta 1548 los tlaxcaltecas aportaron entre 800 y 1000 personas en la edificación de la nueva ciudad de Puebla.

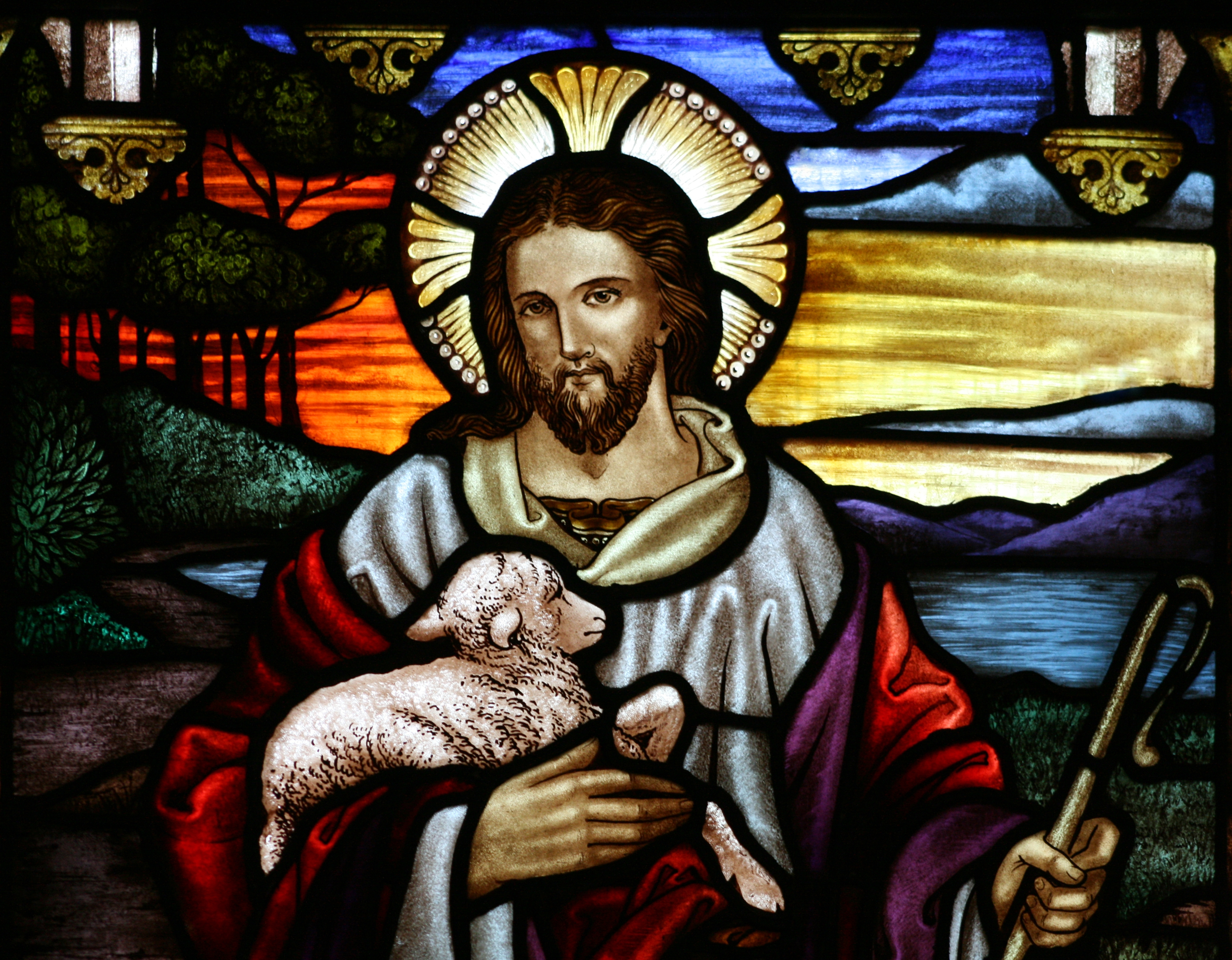
La ciudad de Tlaxcala es cuna de la cristiandad americana.

## Contribución a la conquista y colonización hispana

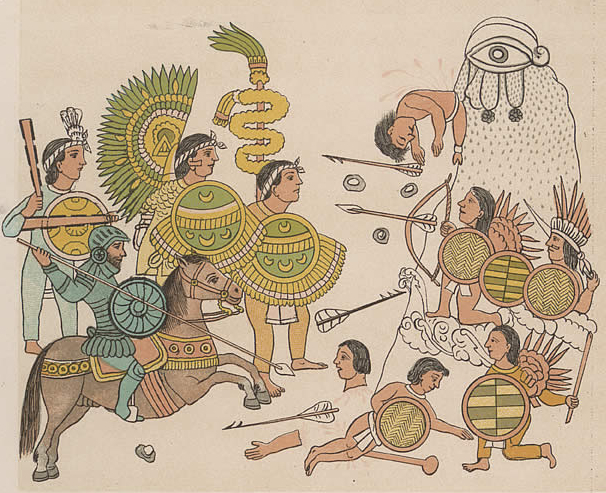
Las fuerzas militares tlaxcaltecas acompañaron a los españoles en las exploraciones post-conquista hacia el norte de México, en 1522, la exploración dirigida por Cristóbal de Olid entró a Jal-ixco (hoy Guadalajara)

'"Que todos los indios que hay fueren de la dicha ciudad y provincia de Tlaxcala a poblar de nuevo con los indios chichimecos[...] de suerte que se pueblen cerca uno de los otros..."'

Capitulaciones otorgadas por el virrey Luis de Velazco, 1591

El gobierno indígena logró la cohesión sociopolítica que permitió contribuir en la conquista y colonización hispana, los tlaxcaltecas-agricultores inmigraron a finales del siglo XVI y fundaron nuevos centros sociales sedentarios en la zona chichimeca para lograr la "misión civilizadora", además, transmitieron sus técnicas agrícolas, tradiciones, creencias, artesanías y gastronomía.

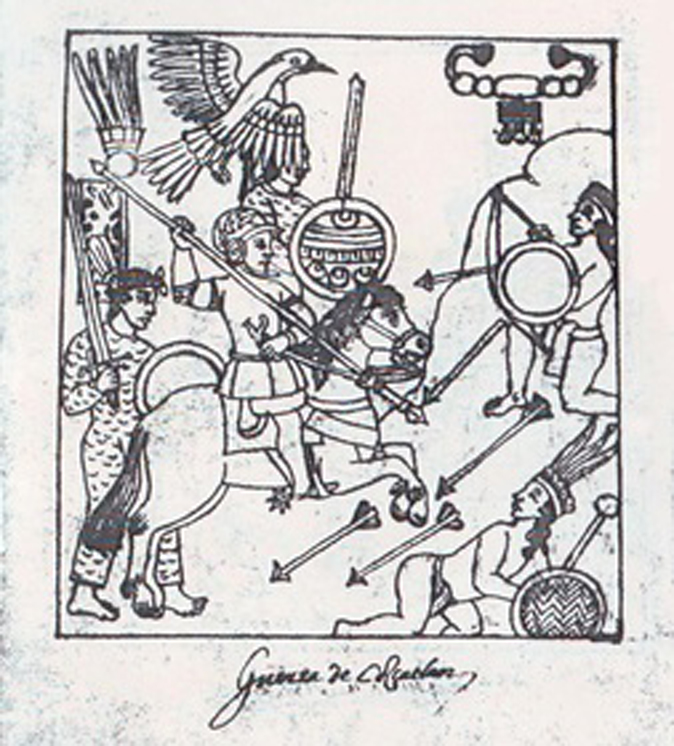
Entrada a la ciudad de Cuzcatlán, El Salvador (Centroamérica), los conquistadores españoles estaban liderados por Pedro de Alvarado acompañado por un ejército de Tlaxcaltecas

### Provincias conquistadas
Primeramente: la Opulentisima Corte de México Tenochtitlan, con sus adyacentes.
- Tecpatepec.
- Xochimilco.
- Tlacopan.
- Coyuacán.
- Tescuco.
- Chalco.
- Chololan.

Antes de la Conquista de México, se conquistaron los siguientes.
- Cacatepec.
- Quecholac.
- Acatzinco.
- Tepeyacac.
- Tecamachalco.
- Quauhtinchan.
- Tepexic.
- Quauhquecholan.
- Itzocan.
- Matlazinco.
- Coatlichan.
- Teziuhquauhtitlan.

Después de conquistado México, siguieron estas Provincias.
- Mentitlan.
- Panco.
- Ayotochcuitlato.
- Nichhuacan, y su tierra.
- Xalisco, y su tierra.
- Tototlán.
- Tonalam.
- Ichcatlan.
- Tlacotla.
- Xochipilan.
- Apcolco.
- Xonacatla.
- Tlaltenámpan.
- Tonanycacan.
- Xallí-y patlahuayan.
- Tecomatlan.
- Zillan.
- Aztatlan.
- Chiyametlan.
- Cuetzalam.
- Colítipan.
- Colotlan.
- Colhuacan.
- Tlaxichin.
- Tonatiuh-y huetzian.
- Xayacatlan.
- Piaztlan.
- Tzapotitlan.
- Quetzaltenanco.
- Tecpanatitlan.
- Quauhtemállan [Guatemala] y su tierra.
- Chiapa.
- Honduras.
- Nicaragua.
- Panuco.
- Totonacapan.
- Xatrisco.
- Colima.
- Cacatula. [Zacatula]
- Oaxaca.
- Tezapotitlan.
- Mixtlan. [Mixteca]
- Itzciuntepec.
- Atiepac.
- Tlaxichco.
- Xonacapan.
- Nantzintlán.
- Paca.
- Acatepec.
- Cuextlan.

## Lienzo de Tlaxcala

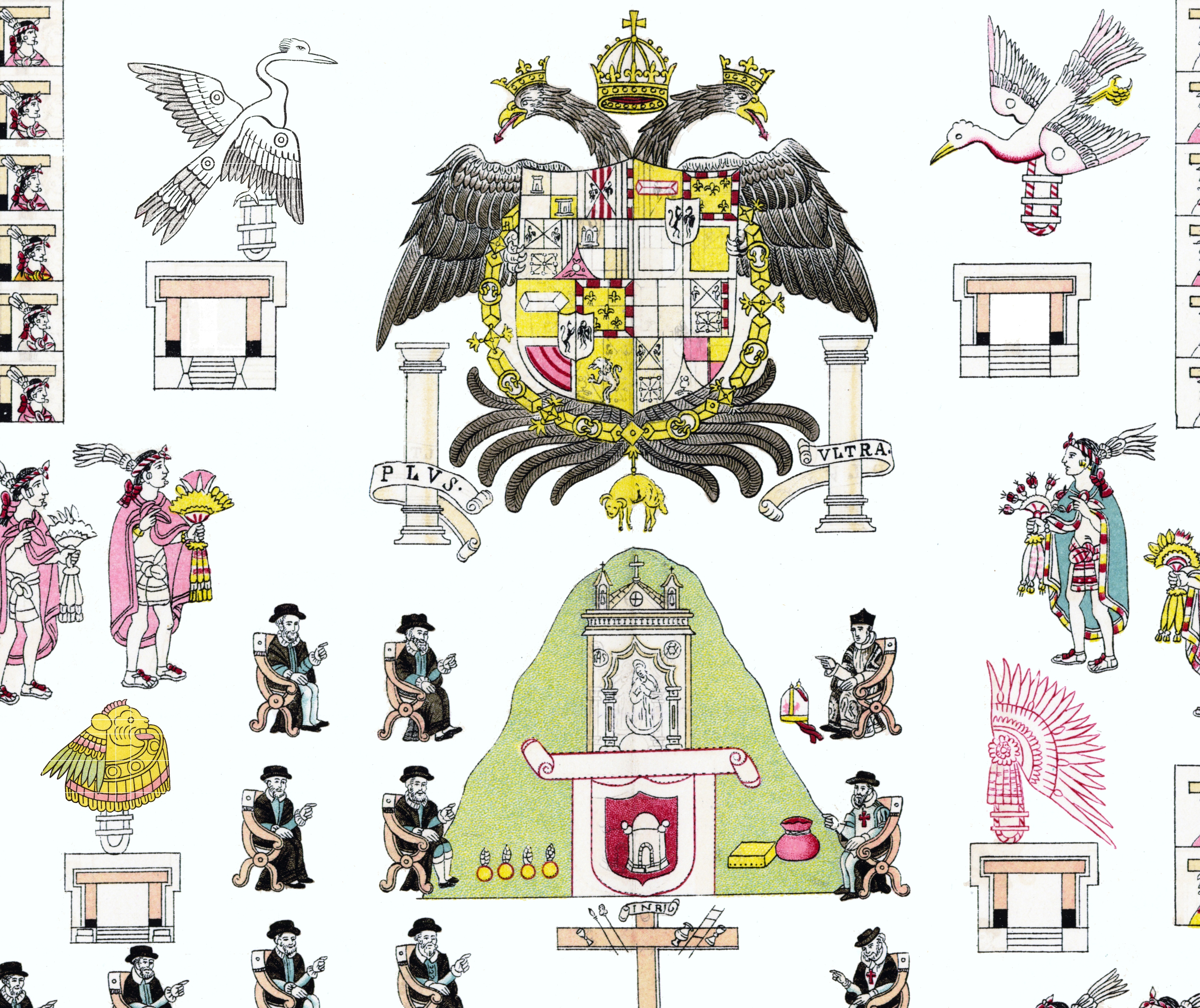
Detalle del lienzo de Tlaxcala

El Lienzo de Tlaxcala (yaotlacuiloli) ilustra de manera pormenorizada la conquista de México desde el punto de vista de los pobladores indígenas de la región de Tlaxcala. Una obra derivada de ese lienzo es el manuscrito que se encuentra en la Colección Hunter de la Universidad de Glasgow, Escocia (manuscrito de Glasgow).
"El valioso apoyo tlaxcalteca resultó vital para los castellanos, quienes, careciendode él, jamás habrían tomado Tenochtitlán, la Venecia americana".
El título original del manuscrito es: "Descripción de la Ciudad y Provincia de Tlaxcala de la Nueva España e Indias del Mar Océano para el Buen Gobierno y Ennoblecimiento dellas". Mandada hacer por la S.C.R.M. del Rey Don Felipe Nuestro Señor. Hecha por el historiador Diego Muñoz Camargo, vecino y natural de la misma ciudad.

## Historiadores
Los más afamados historiadores originarios de la ciudad de Tlaxcala son: Tadeo de Niza quien fue el primer historiador originario de Tlaxcala, Diego Muñoz Camargo y Don Juan Buenaventura Zapata y Mendoza quien nació en 1620 proveniente de una familia noble del barrio de Quiahuiztlan.

## Una ciudad que se niega a morir
En 1755 el nuevo virrey, Agustín de Ahumada y Villalón, llegó a tierras de la nueva España y en su camino hacia la Ciudad de México paró en la ciudad de Tlaxcala para reconocer y honrar sus méritos de servicio para la corona. La nobleza tlaxcalteca recibió al nuevo virrey en calidad de aliados y cofundadores del reino. Como comandante militar, el virrey representaba la alteridad del capitán Hernán Cortés cuyo pendón de batalla estaba resguardado en las casas reales de la plaza principal de la ciudad y el cual era honrado por la nobleza indígena y autoridades españolas. Después de la estancia por unos días en la ciudad, el cronista oficial del virrey, Diego García Panes, escribió : "La ciudad actualmente está muy arruinada, despoblada y mísera cuando parece debiera conservarse su memoria".

[sobre Alahuazán] misero y muy corto, pero memorable porque en él fue donde el invicto Capitán Hernán Cortés firmó las paces con la valerosa nación tlaxcalteca. Por eso ha sido la ciudad de Tlaxcala la primera en donde los virreyes hicieron sus entradas públicas a caballo, y como este ceremonial se ha hecho siempre con la mayor pompa y lucimiento, era preciso que a las once del día llegase el Virrey a la inmediación de Tlaxcala, donde dejaba los coches para montar a caballo. Cuando ha ido Virreina, ésta sigue sin detenerse a apearse en el palacio o casas capitulares de la ciudad, para ver desde sus balcones la lucida entrada pública del Virrey.

## Intentos separatistas
A mediados del siglo XVII grupos de españoles labradores, de la región de Huamantla, comenzaron a crecer hasta alcanzar un alto poder económico y político; en 1654, gestionaron ante el virrey la separación del valle y pueblo de Humantla en relación con el gobierno y jurisdicción de la de ciudad de Tlaxcala pero fracasaron en el intento.